# 傑姆琴基
49°32′30″N 33°30′44″E / 49.54167°N 33.51222°E
傑姆琴基（烏克蘭語：Демченки），是烏克蘭中部的村莊，隸屬波爾塔瓦州的克雷門丘克區。該村處於霍羅爾河右岸，分別距離伊瓦諾韋謝利謝1.5公里和韋謝利波季爾5公里，面積1.79平方公里，海拔高度83米，2001年人口152。